# مقطي
مُقْطِي (الاسم العلمي: Exodon paradoxus)، هو العضو الوحيد في جنس Exodon وهي سمكة مياه عذبة من فصيلة الخراقينية ورتبة الكراسين. موطنها الأصلي حوض الأمازون وغيانا. على الرغم من وصفه لأول مرة في عام 1845، إلا أنه لم يتم استيراده وتوزيعه بواسطة تجارة الأحواض المائية حتى عام 1932.